# Kings Sutton
Kings Sutton – wieś w Anglii, w hrabstwie Northamptonshire, w dystrykcie (unitary authority) West Northamptonshire. Leży 36 km na południowy zachód od miasta Northampton i 98 km na północny zachód od Londynu. W 2001 miejscowość liczyła 2069 mieszkańców.